# État civil
L'état civil est la situation de la personne dans la famille et la société, résultat d'une procédure écrite d'identification administrative. L'état civil désigne ainsi également le service public chargé de dresser les actes constatant ces faits, notamment les actes de naissance, de mariage et de décès. Une Commission internationale de l'état civil a été créée après la Seconde Guerre mondiale pour coordonner les méthodes gouvernementales.

## Histoire

### Rome antique
Sous la République, le cens est le dénombrement qui demeure la base de l'état civil et qui fait foi en cas de problème juridique. Cependant, l'inscription se faisait sur simple déclaration, sans aucune pièce justificative. Seule l’invraisemblance de la déclaration pouvait la remettre en cause. Les déclarations régulières des naissances et des décès à Rome remontaient selon la tradition à la dynastie des rois étrusques sous Servius Tullius. Il semble que ce service officiel des naissances, dont le centre était le Temple de Junon Lucina, se soit maintenu sous la République. L'existence d'une statistique officielle des naissances dans la ville de Rome est attestée depuis le Ier siècle av. J.-C. Elle a sa place dans le Journal officiel public de Rome, les Acta Urbis. Celles-ci donnent le total des naissances par jour et par sexe.
C'est Auguste, en 8 av. J.-C., qui récupère les données du cens quinquennal, et la déclaration régulière des naissances et des décès pour former un état civil. Les lois sociales d'Auguste assurent des avantages aux pères de familles nombreuses ; il faut donc prouver l'existence d'un mariage régulier. Il se produit d'autre part de nouveaux affranchissements : les classes se mêlent à Rome et il importe de préciser le statut des personnes, et de dresser, pour tout l'Empire, une documentation fixe permettant d'établir avec certitude et sans contestation possible l'origine et l'âge des intéressés. Tibère en 14 ap. J.-C., Claude en 47, Vespasien en 73 la renouvelle. Domitien et ses successeurs, prennent le titre de censeur perpétuel et maintiennent permanentes les institutions chargées de récolter ces données. Les fonctions censoriales qui n'avaient pas fait l'objet d'une organisation spéciale furent attribuées à un bureau impérial, officium censuale. Une mesure d'ordre général est prise par Marc Aurèle, applicable, avec des modalités diverses, à Rome et aux provinces.

## Europe francophone

### Belgique
Le concile de Trente (1564) eut une incidence importante dans les Pays-bas dans la tenue des registres paroissiaux. L'historien Emanuel Van Meteren (1535-1612)  souligne que pour s'assurer de la fidélité des individus à la foi catholique, "chasque prestre ou curé eust à enregistrer en sa paroice toutes les familles, les personnes qui y estoyent, combien de temps ilz y avoyent demeuré et ceux qui y estoient venus nouvellement, de leur demander attestation de leur curé qu'ilz estoyent catholicques romains, où et comment ilz estoyent mariez et d'en écrire bonne notice, d'écrire le nom et le surnom  de ceuz qui venoyent à confesse et leur demeure pour sçavoir si tous y venoient, le nom des parreins et mareines des enfants baptisés; de ne permettre aucuns maistres d'écoles, sinon ceux desquels on estoit bien asseuré de leur religion"
Dans ce qui est aujourd'hui la Belgique, l'état civil fut créé en 1796 après l'annexion des Pays-Bas autrichiens par la France.

### France
Les précurseurs des registres d'état civil sont les registres paroissiaux, dans lesquels les représentants de l'Église notent les baptêmes, mariages et sépultures concernant leur paroisse. Parmi les plus anciens registres retrouvés en France, on peut citer celui de Givry, en Saône-et-Loire, qui débute à l'année 1303, bien qu'il serve aussi de livre de compte.
L'intérêt de ces registres pour la bonne administration du royaume, amena François Ier à édicter l'ordonnance de Villers-Cotterêts pour rendre obligatoire la tenue des registres pour les baptêmes et sépultures puis plus tard pour les mariages. Les actes étaient rédigés et conservés par les autorités religieuses, principalement l'Église catholique romaine, sous forme de registres des baptêmes, des mariages et des sépultures. À partir de la Révolution furent créés les registres d'état civil tenus, en parallèle des registres paroissiaux, par les officiers d'état civil dans les mairies depuis 1792.
À Paris, les registres paroissiaux et d'état civil antérieurs à 1860 ont été détruits lors de l'incendie du 23 et 24 mai 1871 pendant la Commune de Paris.
Il est à noter que divers événements comme les incendies et les guerres provoquèrent la perte de certains de ces registres dans toute la France, bien que la tenue de registres en double ait été prévue mais mise en place de manière très partielle dès 1667.

### Suisse

#### Registres paroissiaux
Les registres paroissiaux furent tenus dès le XVIe siècle pour certains cantons comme Zurich, Berne, Neuchâtel et Genève mais la pratique ne se généralisera qu'au XVIIIe siècle.

#### État civil cantonal
Plusieurs cantons mirent en place leur propre état civil entre la fin du XVIIIe siècle et le début du XIXe. Le canton de Genève possède un état civil laïque depuis 1798. Dans le canton de Vaud, le Code civil vaudois entra en vigueur le 1er juillet 1821 et avec celui-ci sera instauré l'état civil cantonal.

#### État civil fédéral
La première révision totale de la constitution fédérale, acceptée en votation le 19 avril 1874 par 63,2 % des votants et par douze cantons et trois demi-cantons, posa les bases pour la tenue d'un registre d'état civil laïc. En effet, son article 53 disposa que « l'état civil et la tenue des registres qui s'y rapportent sont du ressort des autorités civiles ». À la suite de cela, l'Assemblée fédérale ratifia la « loi fédérale concernant l'étal civil, la tenue des registres qui s'y rapportent et le mariage », mais un référendum facultatif fut déclenché contre celle-ci. Le référendum pris place le 23 mai 1875 et la loi fut acceptée par 51,0 % des votants bien qu'une majorité des cantons la refusa (11 cantons et 3 demi-cantons contre 8 et 3, respectivement). Seule la majorité du peuple étant requise lors d'un référendum facultatif, la loi entra en vigueur le 1er janvier 1876.

## Autres pays d'Europe

### Italie
Les registres paroissiaux sont tenus en Italie depuis le concile de Trente en 1545. Ils sont conservés, toujours actuellement, dans les différentes paroisses du pays. Ils comportent les baptêmes, les mariages et les sépultures, mais également l’état des âmes (stato delle anime) qui est un recensement des paroissiens avec des renseignements complémentaires. Un double des registres paroissiaux est créé à partir de 1820 et il est conservé aux archives des différents diocèses.
Un premier état civil laïque est créé en Italie du Nord pendant la période française sous l'empereur Napoléon Bonaparte et porte le nom d’état civil napoléonien (stato civile napoleonico). Cet état civil est généralement tenu en français, pour une période allant de 1804 à 1814. Les registres napoléoniens sont conservés aux archives d’État (archivio di Stato) de chaque province, équivalent des archives départementales en France.
L’état civil italien date officiellement de 1866, après la création du royaume d’Italie. Les mairies détiennent l’original des registres, et le double est conservé au tribunal du secteur.

### Autres pays d'Europe
- Allemagne : état civil créé en 1875 ; antérieurement situation variable en fonction des principautés.
- Angleterre : état civil créé en 1837.
- Espagne : état civil créé en 1870 après la révolution de 1868 ; antérieurement registres paroissiaux gérés par le clergé.
- Portugal : état civil créé en 1911 après la proclamation de la République ; antérieurement registres paroissiaux gérés par le clergé.
- Pays-Bas : état civil créé en 1811.
- Russie : Les plus anciens registres paroissiaux datent des années 1720. Les différents cultes ont tenu des registres de naissances-baptêmes, mariages et décès-inhumations jusqu'en 1917-1920. L'état civil a été instauré en 1917.

## Amérique

### Québec
L'état civil laïque fut instauré lors de l'entrée en vigueur du Code civil du Québec, le 1er janvier 1994, par suite de la refonte du Code civil du Bas-Canada. Avant cette date, tout acte de naissance, mariage, décès et autre était, alors, attesté par les autorités de l'Église catholique romaine, via le certificat de baptême (communément désigné, baptistère), la cérémonie religieuse du mariage et celle de l'inhumation (acte de sépulture).
Du point de vue du statut marital (en), le statut de conjoint de fait est reconnu au Québec comme alternative au statut de couple marié.

## Afrique

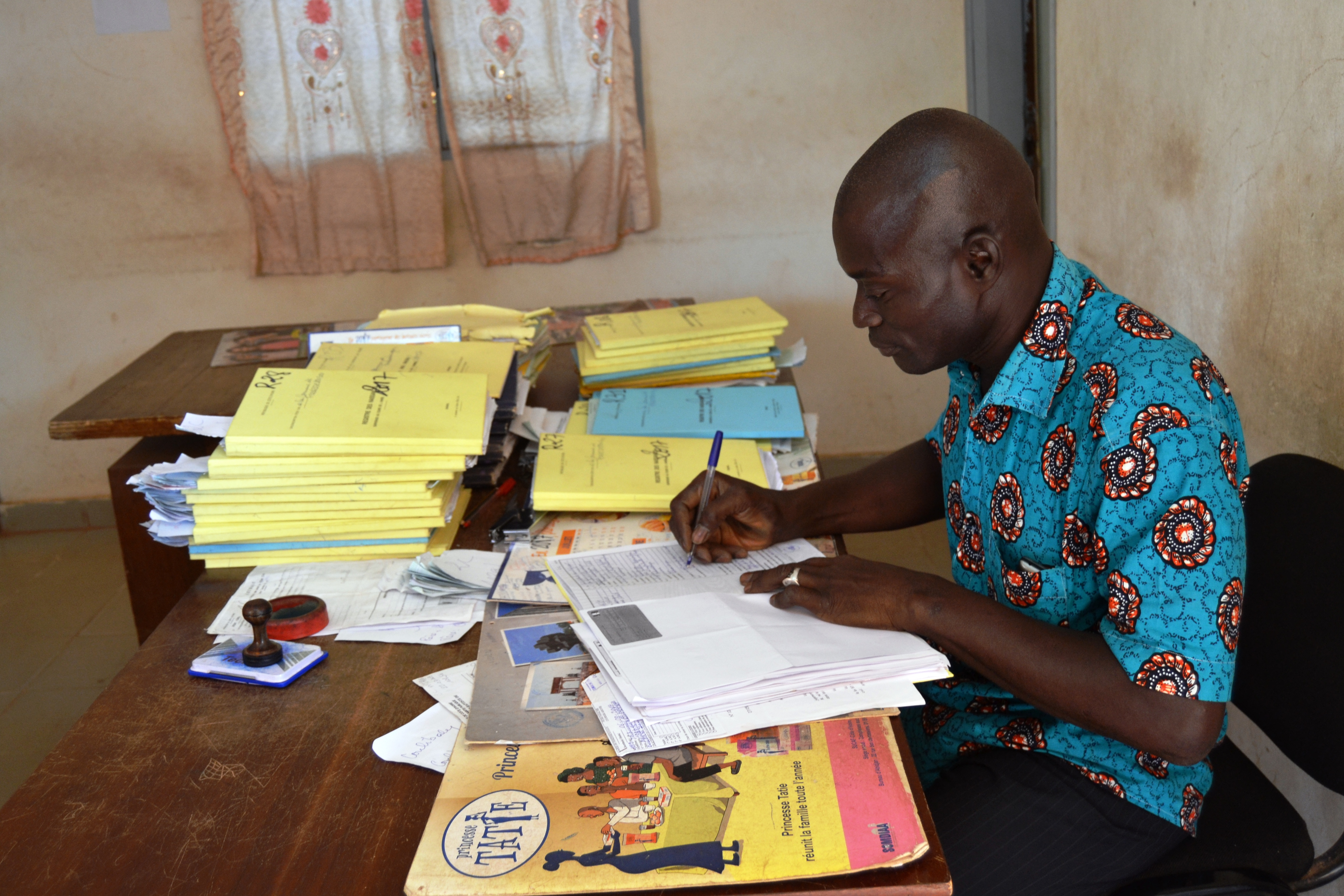
Agent de l'état civil à Ferkessédougou (Côte d'Ivoire).

### Comores
Depuis 1926 aux Comores, l'état civil coranique est institué[réf. souhaitée]. Le 17 mai 1961, le gouvernement instaure en plus de l'état civil coranique ou local, un état civil de droit commun. L'état civil de droit commun est détruit par les révolutionnaires en 1975. L'état civil de droit commun est partiellement détruit à Moroni, par faute d'entretien des locaux de la Préfecture à la fin des années 1990.

## Droit positif

### France
En droit français, l'état civil est constitué des éléments qui permettent l'identification d'une personne, tels que le nom, le ou les prénoms, le sexe, la date et le lieu de naissance, la filiation, la nationalité, le domicile, la situation matrimoniale, la date et le lieu de décès.
Un intérêt d'ordre public s'attache à ce que toute personne vivant habituellement en France, même si elle est née à l'étranger et possède une nationalité étrangère, soit pourvue d'un état civil (voir Indisponibilité de l'état des personnes). Le tribunal français du domicile de cette personne est alors compétent pour déclarer sa naissance.
En cas de destruction des archives de l'état civil, par exemple à la suite d'un incendie, tout moyen de preuve est acceptable, y compris le témoignage, selon l'article 46 du code civil.